# ウォルター・モンタギュー・ダグラス・スコット (第5代バクルー公爵)
第5代バクルー公爵および第7代クイーンズベリー公爵ウォルター・フランシス・モンタギュー・ダグラス・スコット（英: Walter Francis Montagu Douglas Scott, 5th Duke of Buccleuch, 7th Duke of Queensberry,KG PC FRS FRSE、1806年11月25日 - 1884年4月16日）は、イギリスの貴族、政治家。ガーター勲章勲爵士、アザミ勲章勲爵士（後に返上）、枢密顧問官。
保守党に所属し、サー・ロバート・ピールの下で王璽尚書や枢密院議長を務めた。

## 経歴
ダルキース伯爵チャールズ・モンタギュー＝スコット（後の第4代バクルー公爵・第6代クイーンズベリー公爵）の二男として、スコットランド・ミッドロージアン州ダルキースのダルキース・ハウスで生まれる。母親のハリエット・キャサリンは内務大臣や商務大臣（President of the Committee on Trade and Foreign Plantations）などを歴任した初代シドニー子爵トマス・タウンゼンドの娘。1808年に兄のスコット卿（ホイットチェスター卿）ジョージ・ヘンリー・スコットが死去したため公爵位の法定推定相続人となる。1819年に父親の死去により13歳で襲爵。
1822年に行われたジョージ4世のスコットランド行幸の際には国王をダルキース・ハウスに招いた。20年後、1842年のヴィクトリア女王のスコットランド行幸においても女王夫妻はダルキース・ハウスを訪問した。また1838年にロイヤル・カンパニー・オブ・アーチャーズの総司令官（Captain general）に任じられた。
イートン・カレッジを経てケンブリッジ大学セント・ジョンズ・カレッジで学び、1827年に修士号（M.A.）を取得。1834年にオックスフォード大学から名誉民法学博士号（D.C.L.）を、1842年にケンブリッジ大学から名誉法学博士号（LL.D.）を、1874年に総長を務めていたエディンバラ大学から同じく名誉法学博士号（LL.D.）を授与された。1833年には王立協会フェローに選出された。
1828年にミッドロージアンの統監（Lord Lieutenant of Midlothian; 知事）に任じられ、1841年からロックスバラシャー統監（Lord Lieutenant of Roxburghshire）も兼ねた。1830年にアザミ勲章を受勲するが、1835年にガーター勲章を受勲したときにアザミ勲章騎士団からは退団している。
1842年に王璽尚書として入閣、同時に枢密顧問官に列せられる。1846年に枢密院議長に転任。
1835年から1842年にかけて、バクルーは50万ポンド以上の私財を投入してエディンバラのフォース湾に面したグラントン地区に港を建設した。これによってグラントンは石炭の輸出とアフリカハネガヤ（エスパルト; 製紙原料）の輸入で大きく発展した。
1884年4月16日、スコットランド・セルカークシャー州ボウヒルで死去し、ミッドロージアン州ダルキースの聖メアリ礼拝堂に葬られた。爵位は長男のダルキース伯爵ウィリアム・モンタギュー・ダグラス・スコットが相続した。

## 家族
妻は第2代バース侯爵トマス・シンの娘シャーロット・アンで、1829年8月13日にロンドンの聖ジョージ教会で結婚した。シャーロットは女官長（Mistress of the Robes; 衣装係女官）となった。彼女との間に以下の子供をもうけた。
- ダルキース伯爵ウィリアム・ヘンリー・ウォルター・モンタギュー・ダグラス・スコット （1831年 - 1914年） - 第6代バクルー公爵・第8代クイーンズベリー公爵（1884年襲爵）
- ヘンリー・ジョン・ダグラス・スコット・モンタギュー卿（英語版） （1832年 - 1905年） - 初代ビューリューのモンタギュー男爵（英語版）（1885年叙爵）
- ウォルター・チャールズ・モンタギュー・ダグラス・スコット卿 （1834年 - 1895年） - 陸軍大佐
- フランシス・ロバート・モンタギュー・ダグラス・スコット卿 （1837年 - 1839年）
- チャールズ・トマス・モンタギュー・ダグラス・スコット卿（英語版） （1839年 - 1911年） - 海軍大将
- レディ・ヴィクトリア・アレグザンドリナ・モンタギュー・ダグラス・スコット （1844年 - 1938年） - ションバーグ・ケアー卿（英語版）（後の第9代ロージアン侯爵）夫人、後にバートラム・タルボット夫人
- レディ・マーガレット・エリザベス・モンタギュー・ダグラス・スコット （1846年 - 1918年） - ドナルド・キャメロン夫人
- レディ・メアリ・シャーロット・モンタギュー・ダグラス・スコット （1851年 - 1908年） - ウォルター・ロドルフ・トレフューシス夫人